# 올림픽 컬링
올림픽 컬링은 올림픽에서 컬링으로 경기를 겨루는 올림픽 경기 종목이다. 컬링은 1924년 샤모니에서 열린 첫 번째 동계 올림픽 프로그램에 포함되었지만 그 대회 결과는 2006년까지 국제 올림픽 위원회에 의해 공식적인 것으로 간주되지 않았다. 컬링은 1932년 대회에서 시범 스포츠였으며 그 후 오랜 시간이 흐른 후 다시 시작되었다. 1988년과 1992년에는 제외됐다. 마침내 이 스포츠는 1998년 나가노 대회의 공식 프로그램에 추가되었다.
2018년까지는 남자부와 여자부 종목만 참가했다. 추가 종목인 혼합 복식은 올림픽 프로그램 위원회가 충분히 발전하지 못했다고 판단하여 2010년에 거부되었지만 2015년 6월 IOC 집행위원회 회의에서 2018년 동계 올림픽에 대해 승인되었다.
1998년 올림픽 이후 캐나다는 남자 팀이 2006년, 2010년, 2014년에 금메달, 1998년과 2002년에 은메달, 2022년에 동메달을 획득하는 등 전반적으로 스포츠를 지배해 왔다. 여자 팀은 1998년과 2014년에 금메달, 은메달을 획득했다. 2010년에는 동메달을, 2002년과 2006년에는 동메달을 획득했다. 혼합복식 팀은 2018년에 금메달을 획득했다.
관련된 아이스 스톡 스포츠(독일어: Eisstockschießen)는 1936년과 1964년에 시범 종목이었다. 이 종목은 컬링의 추가 시범 종목으로 간주되지 않는다.

## 메달 집계
| 순위 | 국가           | 금메달 | 은메달 | 동메달 | 합계 |
| ---- | -------------- | ------ | ------ | ------ | ---- |
| 1    | 캐나다         | 6      | 3      | 3      | 12   |
| 2    | 스웨덴         | 4      | 3      | 4      | 11   |
| 3    | 영국           | 3      | 2      | 1      | 6    |
| 4    | 스위스         | 1      | 3      | 3      | 7    |
| 5    | 노르웨이       | 1      | 2      | 2      | 5    |
| 6    | 미국           | 1      | 0      | 1      | 2    |
| 7    | 이탈리아       | 1      | 0      | 0      | 1    |
| 8    | 일본           | 0      | 1      | 1      | 2    |
| 9    | 덴마크         | 0      | 1      | 0      | 1    |
| 9    | 핀란드         | 0      | 1      | 0      | 1    |
| 9    | 대한민국       | 0      | 1      | 0      | 1    |
| 12   | 중화인민공화국 | 0      | 0      | 1      | 1    |
| 12   | 프랑스         | 0      | 0      | 1      | 1    |
| 합계 | 합계           | 17     | 17     | 17     | 51   |

## 세부 종목
| 종목 | 24 | 32 | 88 | 92 | 98 | 02 | 06 | 10 | 14 | 18 | 22 | 계 |
| ---- | -- | -- | -- | -- | -- | -- | -- | -- | -- | -- | -- | -- |
| 남자 | •  | •  | •  | •  | •  | •  | •  | •  | •  | •  | •  | 11 |
| 여자 |    |    | •  | •  | •  | •  | •  | •  | •  | •  | •  | 9  |
| 혼합 |    |    |    |    |    |    |    |    |    | •  | •  | 2  |
| 합계 | 1  | 1  | 2  | 2  | 2  | 2  | 2  | 2  | 2  | 3  | 3  |    |

- 기울어진 글씨는 정식종목이 아닌 시범종목 채택으로 올림픽 비공식 기록으로 남음.

## 참가국
참가국과 함께 본선에서의 성적은 다음과 같다.